# STS-51
STS-51 — 57-й полёт многоразового транспортного космического корабля в рамках программы Спейс Шаттл и 17-й космический полёт шаттла «Дискавери», произведён 12 сентября 1993 года. В программу полёта входили вывод на орбиту телекоммуникационного спутника ACTS и телескопа ORFEUS, а также научные эксперименты. Астронавты провели в космосе около 10 дней и благополучно приземлились в КЦ Кеннеди 22 сентября 1993 года.

## Экипаж
- Фрэнк Калбертсон (2-й космический полёт)[2] — командир;
- Уильям Редди (2) — пилот;
- Джеймс Ньюман (1) — специалист полёта 1;
- Дэниел Бурш (1) — специалист полёта 2;
- Карл Уолз (1) — специалист полёта 3.